# Лусс, Саша
Алекса́ндра Алексе́евна Лусс, более известная как Са́ша Лусс (род. 6 июня 1992, Магадан, Россия) — российская топ-модель и актриса.
В январе 2015 года входила в категорию самых востребованных моделей по версии сайта models.com. Снялась для календаря Pirelli 2015. Является лицом линии Dior Beauty, а также Carolina Herrera.

## Биография
Родилась 6 июня 1992 года в Магадане. В 2007 году вместе с семьёй переехала в Москву.

### Карьера
В 2007 году вышла на подиум в показе весенне-летней коллекции от Алёны Ахмадуллиной.
В 2012 году снялась для каталога Bohemique, после чего фотографии попали в каталог бренда. Их заметил Карл Лагерфельд и пригласил Александру принять участие в показе осенне-зимней коллекции Chanel.
В 2014 году снялась для календаря Pirelli.
Участвовала в съёмках праздничного сентябрьского номера Vogue Italia в честь 50-летия журнала.
В 2017 году начала карьеру актрисы. Снялась в фильме Люка Бессона «Валериан и город тысячи планет», где сыграла роль принцессы Лихо-Мины.
В 2019 году сыграла главную роль в боевике Люка Бессона «Анна» (2019).

## Фильмография
| Год  |   | Русское название               | Оригинальное название                       | Роль                |
| ---- | - | ------------------------------ | ------------------------------------------- | ------------------- |
| 2017 | ф | Валериан и город тысячи планет | Valerian and the City of a Thousand Planets | принцесса Лихо-Мина |
| 2019 | ф | Анна                           | Anna                                        | Анна Полятова       |
| 2022 | ф | Флирт с дьяволом               | Shattered                                   | Джейми              |
|      | ф | Последний фронт                | The Last Front                              | Луиза               |
|      | ф | Затеряйся                      | Get Lost                                    | «Красная королева»  |
| 2024 | ф | Ханна. В игре                  | Latency                                     | Ханна               |

## Образование
Поступила в университет Кембриджа на факультет истории литературы.